# OB-vogn
En OB-vogn er en personbil, varevogn eller lastbil til at sende radio eller tv fra uden for det daglige studie: Outside Broadcast-vogn.
En mindre OB-vogn til radioudsendelser kan være blot en personbil, som kan komme hurtigere frem og være klar 'på et øjeblik', hvor reporteren har en almindelig mobiltelefon, evt. med tilkoblet ekstra mikrofon og hovedtelefon. Evt. kan den udvides med et lille håndholdt kamera til tv-udsendelser.
I en større OB-vogn kan der være hhv CCU (camera kontrol Unit)-folk, der styrer lyset gennem kameraet, en teknisk chef (teko), lydfolk, producer, producerassistent og en redaktør. De kan sende direkte eller optage radio eller tv.

## Galleri
- OB-vogn fra DR i København
- OB-vogn fra TV2 med antennen ca 20 m oppe, for at komme over hustagene
- Smart som lille OB-vogn fra WDR
- Større lastbil som OB-vogn
- OB-vogn med sattelitantenne på taget, og i masten en mikrobølgeantenne
- Større hollandsk OB-vogn
- Billedkontrol i OB-vogn